# 僧侣峰
僧侣峰（德語：Mönch，德語發音：[ˈmœnç] ⓘ，4107米），音译门希峰，屬瑞士伯尔尼山的山峰。與艾格峰及少女峰形成一個奇突的山峰組合。瑞士人Christian Almer、Ulrich Kaufmann等人於1857年8月15日首次登頂者。

## 海拔差異

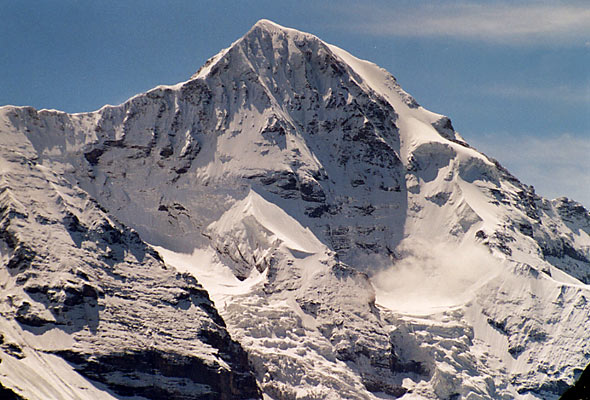

1935年僧侣峰的高度是4,099米。到現在，這個數字仍然經常在文獻中看到。1993年用攝影測量學重新測量高度，因此，瑞士國家地圖修正為4,107米。

## 參看
- 阿爾卑斯山脈
- 阿爾卑斯山脈山峰列表
- 瑞士地理